# برنامج التفاعل بين العقل والحاسوب
العقل الرقمي (بالإنجليزية:  OPen VIBE)‏ هو برنامج تفاعلي بين العقل والحاسوب، تم الكشف عنه من قبل المعهد القومي للأبحاث في مجال المعلوماتية وهندسة التحكم Inria والمعهد القومي للصحة والأبحاث الطبية Inserm تحت اسم Open VIBE، في مدينة باريس. وأصبح هذا التطبيق بعد ثلاثة أعوام من الأبحاث، قادراً على العمل في مجالات متعددة، فعلى سبيل المثال يمكنه العمل مع ألعاب الفيديو وكذلك العمل في المجال الطبي. ويتركز دور الجهاز حول إرسال إشارات إلى الحاسوب عن طريق التفكير، من خلال برنامج تفاعلي يربط بين العقل والحاسوب (Brain-Computer Interface (ICO)، ويتيح أحد تطبيقات هذا البرنامج إلى الأشخاص ذوي إعاقات في الحركة، الكتابة على الحاسوب من خلال التفكير. ويعمل البرنامج بواسطة خوذة إلكترونية لرسم الدماغ (EEG) تستخدم أقطاب يتم وضعها على سطح الجمجمة لرصد النشاط الكهربائي للعقل.